# Фладе, Клаус-Дитрих
Кла́ус-Ди́трих Фла́де (нем. Klaus-Dietrich Flade; род. 23 августа 1952, коммуна Бюдесхайм, Рейнланд-Пфальц, ФРГ) — немецкий лётчик-испытатель, астронавт.

## Образование
С 1959 по 1974 год обучался в школах городов Ольденбург, Кохем, Мемминген, Бонн, Шелькинген.
В 1974—1976 гг. служил авиамехаником, учился в школе офицеров ВВС.
В 1976 году поступил в Мюнхенский военный университет, где изучал аэрокосмические технологии. В 1980 году получил диплом инженера-химика. По окончании университета в течение восьми лет служил лётчиком ВВС Германии, пилотируюя самолёты F-104G, Tornado, Alpha-Jet, F-16B, МиГ-29, С-160, Do-228, Do-28, а также вертолеты BO-105, Gazelle и UH-1D.
В 1988—1990 гг. обучался в школе лётчиков-испытателей в Манхинге (Бавария) и в Имперской школе летчиков-испытателей в Боском-Даун (Великобритания). Лётчик-испытатель 1-го класса.

## Космическая подготовка
В 1987 году К.-Д. Фладе оказался в числе финалистов 2-го набора в немецкий отряд астронавтов (DLR-2), но в отряд тогда не попал.
18 апреля 1990 года между Главкосмосом СССР и германским космическими агентством DLR был подписан договор о выполнении совместного советско-германского полёта на космическом корабле «Союз ТМ» и орбитальной станции «Мир». Поскольку все ранее набранные астронавты были заняты подготовкой к полёту на «Спейс шаттле», было решено выбрать две кандидатуры из списка финалистов 1987 года. 8 октября 1990 года ими стали Клаус-Дитрих Фладе и Райнхольд Эвальд.
С ноября 1990 по октябрь 1991 года проходил общекосмическую подготовку в ЦПК им. Ю. А. Гагарина в качестве космонавта-исследователя. С ноября 1991 по февраль 1992 года готовился в составе основного экипажа корабля «Союз ТМ-14».

## Полёт на «Союзе ТМ-14»
Свой единственный космический полёт Клаус-Дитрих Фладе совершил 17—25 марта 1992 года. Экипаж в составе А. Викторенко, А. Калери и К.-Д. Фладе стартовал в космос на корабле «Союз ТМ-14». 19 марта произведена стыковка с орбитальным комплексом «Мир», где работал экипаж 10-й основной экспедиции (А. Волков и С. Крикалёв). После смены экипажа 25 марта «Союз ТМ-13» отстыковался от станции «Мир» и в то же день совершил посадку. Клаус Дитрих Фладе вернулся на Землю с экипажем 10-й основной экспедиции (А. Волковым и С. Крикалёвым). Продолжительность полёта составила 7 суток 21 час 56 минут 52 секунды.
Статистика
| # | Стартовый корабль | Старт                 | Экспедиция | Корабль посадки | Посадка               | Налёт                    | Выходы в открытый космос | Время в открытом космосе |
| - | ----------------- | --------------------- | ---------- | --------------- | --------------------- | ------------------------ | ------------------------ | ------------------------ |
| 1 | Союз ТМ-14        | 17.03.1992, 10:54 UTC | Мир        | Союз ТМ-13      | 25.03.1992, 08:51 UTC | 07 суток 21 час 56 минут | 0                        | 0                        |

## Последующая деятельность
В 1991—1992 годах К.-Д. Фладе был в числе пяти кандидатов от Германии при проведении набора в европейский отряд астронавтов ЕКА, но зачислен в него не был, а в 1992 году ушёл и из немецкого отряда и вернулся школу лётчиков-испытателей в Манхинге. С 1993 года работал лётчиком-испытателем в компаниях «Deutsche Aerospace», в настоящее время — в «Airbus» в Тулузе.

## Награды
- Орден Дружбы народов (25 марта 1992 года, Россия) — за успешное осуществление космического полёта на орбитальной станции «Мир» и проявленные при этом мужество и героизм[2].
- Медаль «За заслуги в освоении космоса» (12 апреля 2011 года, Россия) — за большой вклад в развитие международного сотрудничества в области пилотируемой космонавтики[3].

## Семья
Женат на Вальтраут Фладе, имеет двоих сыновей.